# Macksville (Kansas)
Macksville é uma cidade localizada no estado americano de Kansas, no Condado de Stafford.

## Demografia
Segundo o censo americano de 2000, a sua população era de 514 habitantes.
Em 2006, foi estimada uma população de 489, um decréscimo de 25 (-4.9%).

## Geografia
De acordo com o United States Census Bureau tem uma área de
2,6 km², dos quais 2,6 km² cobertos por terra e 0,0 km² cobertos por água. Macksville localiza-se a aproximadamente 604 m acima do nível do mar.

## Localidades na vizinhança
O diagrama seguinte representa as localidades num raio de 28 km ao redor de Macksville.